# Scathophaga stercoraria
Scathophaga stercoraria, la mosca del estiércol, es una de las especies más comunes de moscas en muchas partes del hemisferio norte y del resto del mundo. A menudo se las encuentra en las heces de mamíferos grandes, como caballos, vacas, ovejas, ciervos chanchos, donde se reproduce. La distribución de S. stercoraria está muy influenciada por la ganadería, especialmente en América del Norte y en Europa.
Las especies del género Scathophaga son un componente importante de los ecosistemas, ya que juegan un papel en la descomposición de las heces. También son importantes para la investigación científica, ya que son fáciles de estudiar y han contribuido al conocimiento del comportamiento animal.

## Descripción
S. stercoraria presenta dimorfismo sexual. Tiene un ciclo de vida de aproximadamente uno a dos meses. Los machos adultos son amarillos dorados brillantes, con vello amarillo anaranjado en las patas anteriores. Las hembras no son tan brillantes, tienen tonos verde castaño y no tienen el colorido vello en las patas delanteras. Los adultos miden entre 5 y 11 mm de longitud; los machos son generalmente más grandes que las hembras. Los rasgos físicos varían mucho entre poblaciones, en parte debido a la variedad de hábitats. Generalmente se los encuentra en climas frescos, pero también se los puede encontrar a mayores altitudes como en los Pirineos y los Alpes suizos.

## Ciclo vital
La hembra deposita los huevos en el estiércol y las larvas emergen entre uno y dos días más tarde según la temperatura. La larva se entierra prontamente en la materia fecal buscando protección y alimentación. A una temperatura de 20 °C, pasa por tres mudas en cinco días de rápido crecimiento. Después pasa cinco días vaciando su estómago antes de entrar en el estadio de pupa. Se entierra en el suelo, bajo la masa de estiércol y pasa al estadio de pupa. En total requiere entre 10 días (a 25 °C) a 80 días (a 10 °C o menos). Las hembras son más pequeñas y habitualmente emergen unos días antes que los machos. La aptitud de los inmaduros depende principalmente de la calidad del alimento en que se encuentran. Los factores que afectan la calidad son la cantidad de agua, el valor nutritivo, la presencia de parásitos y de drogas u otros productos químicos dados al animal.

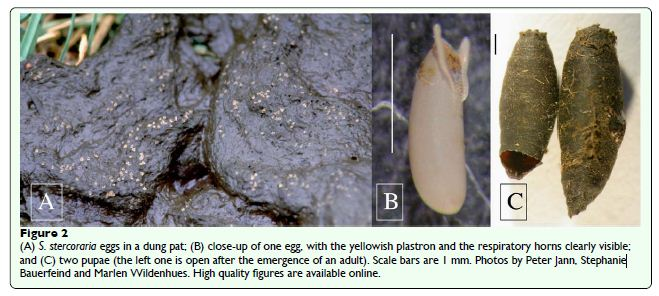
Estadios de S. stercoraria

La especie es anautógena, es decir que para alcanzar la madurez sexual y producir huevos o esperma el adulto necesita alimentarse de una buena cantidad de proteínas y lípidos. Las hembras que no consiguen suficiente alimento ponen huevos con una mortalidad alta y larvas de baja supervivencia. Las hembras de S. stercoraria de cuatro a diez tandas de huevos en su vida. Los adultos son activos todo el año en climas templados.